# Daglöstjärnen, Hälsingland
Daglöstjärn är en sjö i Söderhamns kommun i Hälsingland och ingår i Norralaåns huvudavrinningsområde.